# القاهرة (الحيمة الخارجية)

تعديل مصدري - تعديل

القاهرة هي إحدى قرى عزلة بنى شمهان بمديرية الحيمة الخارجية التابعة لمحافظة صنعاء، بلغ تعداد سكانها 123 نسمة حسب تعداد اليمن لعام 2004.